# Iurpil, Mankivka
Iurpil (în ucraineană Юрпіль) este un sat în comuna Ciorna Kameanka din raionul Mankivka, regiunea Cerkasî, Ucraina.

## Demografie
Componența lingvistică a localității Iurpil
     Ucraineană (98,87%)
     Rusă (1,13%)
Conform recensământului din 2001, majoritatea populației localității Iurpil era vorbitoare de ucraineană (98,87%), existând în minoritate și vorbitori de rusă (1,13%).